# Důl Rychvald
Důl Rychvald byl černouhelný hlubinný důl, který se nacházel v rychvaldském důlním poli Dolu Rudý říjen (Heřmanice). Důl založil československý stát.

## Historie
V roce 1962 vypracovaly Báňské projekty Bratislava Úvodní projekt pomocného závodu s jámami Stalin 4 a 5, ve východní části dobývacího prostoru dolu Stalin 2 (katastrální území Rychvald). 1. srpna 1962 byl důl Stalin přejmenován na důl Rudý říjen n.p. Nový závod vznikal 2,4 km od hlavního závodu  a měl být určen pro denní fárání víc než 1500  horníků. Od roku 1963 bylo vyčleněno východní důlní pole ve prospěch nového dolu Rychvald. 1. července došlo k slučování dolů Rudý říjen a Petr Cingr pod jeden organizační celek důl Rudý říjen n. p.: Závod č. 1 s jámou č. 2, Závod č. 2 s jámou Ida, Závod 3 důl Petr Cingr, Závod č. 4 ve výstavbě v Rychvaldu, Závod č. 5 Salma, centrální dřeviště OKR. V letech 1967–1981 byla výstavba dolu utlumena. K 1. lednu 1967 byl důl Rychvald zrušen jako samostatný závod. Několik objektů bylo předáno závodu Autopal, Nový Jičín. Dostavba dolu byla opět zahájena až v roce 1982. Definitivní ukončení těžby uhlí bylo 30. června 1993. Ukončení likvidace jam zasypáním bylo v roce 1997. Objekty dolu slouží firmě Visteon-Autopal.

### Výstavba dolu

#### Větrní jáma 4
V roce 1951 bylo zahájeno hloubení výdušné jámy Stalin 4 ve východní poli dobývacího prostoru (rychvaldská lokalita) dolu Stalin II (původně Viktoria), jáma o průměru 5 m byla prohloubena do hloubky 34 m. V následujícím roce 1952 bylo postaveno hloubicí zařízení s bubnovým vratem. V roce 1954 už bylo dosaženo hloubky 166 m. Při prohlubování v roce 1955 muselo se projít pásmem s mimořádným výronem metanu (fukače se značným tlakem plynu). Poprvé v historii OKR byla při hloubení použita metoda trhací práce horniny pomocí oxidu uhličitého (CO2). V roce 1956 došlo ke spojení dolu Stalin 1  překopem do 3. patra výdušné jámy Stalin 4. Hloubení jámy bylo ukončeno v roce 1958 v hloubce 543,27 m. V roce 1959 bylo na 3. patře uvedeno do provozu dočasné degazační zařízení, získaný metan byl volně vypouštěn z potrubí 3 m nad terénem v blízkosti pomocného ventilátoru jámy 4. V tomto roce byla dokončena výstavba kotelny, koupelny, lampovny a také zahájená výstavba degazační stanice na povrchu s napojením na plynovod pro VŽKG. Bylo dokončeno vystrojování jámy. K větrání byl od ledna 1959 provizorně instalován elektrický ventilátor  VTZ Milevsko o výkonu 2000–2500 m3/min., záložní ventilátor nebyl instalován. V roce 1960 byl instalován dvoububnový těžní stroj s motorem na střídavý proud o výkonu 1000 kW, výrobcem byly ZVIL Plzeň. Také byl proražen další překop z jámy Stalin 2 na 4. patro jámy Stalin 4. V roce 1962 byl zahájen zkušební provoz degazační stanice, první důlní plyn byl dodán v objemu 7895 m3 (tržba za 324 tisíc Kčs), v roce 1965 už bylo dodáno do sítě 17 milionu m3 za 6,5 mil. Kčs. V roce 1964 byly uvedeny do chodu axiální ventilátory o výkonu 10000 m3/min., výrobce ZTZ Milevsko.   

#### Pomocná a větrní jáma 5
V roce 1962 byl vytyčen plán výstavby pomocného závodu Rychvald s komplexním otvírkou východního pole do úrovně 4. patra. Plán zahrnoval také výstavbu povrchových objektů: kompresorovny pro dva turbokompresory, strojovna a šachetní budova jámy 5, koupelny s kapacitou pro 2000 havířů, jídelnu a kuchyň, pomocné dílny, kotelnu, energovody, komunikace a další. V předstihu v září 1962 bylo zahájeno hloubení jámy Stalin 5., do konce roku bylo vyhloubeno 25 m o průměru 7,5 m s cihlovou vyzdívkou. V roce 1963 byla zahájená výstavba dolu, stavební práce povrchových objektů provádělo VOKD závod č. 24, Hloubení jam VOKD závod č. 31. V roce 1966 bylo rozhodnuto o ukončení těžby na dole Rudý říjen do roku 1973. Rychvaldská část byla zastavena v roce 1967. Jáma 5 byla hluboká 686,5 m, některé dokončené i rozestavěné povrchové objekty byly bezúplatně převedeny závodu Autopal, Nový Jičín. Obnovení v důlním poli Rychvald začalo v roce 1972. Dostavba povrchových budov byla obnovená v roce 1982. Od Autopal, Nový Jičín byla převzata zpět budova strojovny jámy 5 a dostavěna do roku 1983. V roce 1986 byly dokončeny stavební úpravy, tak aby mohl být nainstalován těžní stroj. V roce 1987 byl nainstalován a byly provedeny zkoušky těžního stroje. V letech 1991–1993 byly jáma prohloubena na konečnou hloubku 836,6 m.       

##### Likvidace jam
Jáma 4 a 5 jsou významnými zdroji důlního plynu (metanu), byla určena jako odplyňovací díla a slouží k odčerpávání (dočerpávání) důlního plynu. Z těchto důvodů spodní prostory jam jsou volné. U obou likvidace byla zahájena v roce 1994 přípravami pro zasypání vrchních částí jam od 2. patra v jámě č. 4 a od 3. patra v jámě č. 5. dosypání jam bylo ukončeno v roce 1997.

### Těžba uhlí
Dobývaly se sloje spodní hrušovské a petřkovické vrstvy ostravského souvrství se značnou tektonickou porušeností. Mocnost slojí se pohybovala od 0,5 m do 1,5 m. Uhlí bylo dobýváno z hloubky 820 m. Vytěžené uhlí podzemím bylo dopravováno na mateřský závod a odtud jámou č. 2 těženo na povrch. Zde procházelo pouze třídírnou a pak putovalo do úpraven OKR. Uhlí se zde těžilo nepřetržitě od roku 1963 do roku 1993, těžba byla vykazována společně s mateřským Dolem Heřmanice.

## Údaje o dole Rychvald
dle
| Název                     | druh jámy     | založení | hloubka jámy [m] | likvidace jámy | těžba       | vytěženo [t] | dobývací pole [ha] | počet pater |
| ------------------------- | ------------- | -------- | ---------------- | -------------- | ----------- | ------------ | ------------------ | ----------- |
| Rudý říjen 4 / Rychvald 4 | výdušná       | 1951     | 543,27           | 1977           |             |              | 750                | 4 patra     |
| Rudý říjen 5 / Rychvald 4 | těžní, vtažná | 1962     | 837,6            | 1997           | 1963 – 1993 |              | 750                | 4 patra     |